# Sławomir Jodłowski
Sławomir Jodłowski (ur. 19 lipca w Częstochowie) – polski artysta fotograf. Członek rzeczywisty Okręgu Śląskiego Związku Polskich Artystów Fotografików. Prezes Zarządu Jurajskiego Fotoklubu Częstochowa.

## Życiorys
Sławomir Jodłowski absolwent Wyższego Studium Fotografii ZPAF, związany ze śląskim środowiskiem fotograficznym – mieszka, pracuje i tworzy w Częstochowie – jest instruktorem do spraw fotografii i filmu w Regionalnym Ośrodku Kultury w Częstochowie oraz współpracuje z TVP3 Katowice jako operator obrazu. Od połowy lat 80. XX wieku pracuje na rzecz upowszechniania fotografii – jest organizatorem i współorganizatorem wielu plenerów fotograficznych, spotkań, szkoleń oraz warsztatów fotograficznych. Z racji sprawowania kurateli nad Galerią Artfoto, funkcjonującą przy Regionalnym Ośrodku Kultury w Częstochowie jest organizatorem bądź współorganizatorem wielu wystaw fotograficznych, prezentujących twórczość znanych polskich oraz zagranicznych fotografów oraz promujących twórczość początkujących artystów, głównie ze środowiska śląskiego. Jest inicjatorem i kuratorem (obecnie międzynarodowego) cyklicznego konkursu fotograficznego Cyberfoto oraz inicjatorem i współzałożycielem Galerii Fotopobudka w Regionalnym Ośrodku Kultury w Częstochowie. 
Sławomir Jodłowski jest współzałożycielem Jurajskiego Fotoklubu Częstochowa – obecnie członka zbiorowego Fotoklubu Rzeczypospolitej Polskiej Stowarzyszenia Twórców, w którym pełni funkcję prezesa Zarządu Jurajskiego Fotoklubu RP. Jest członkiem rzeczywistym Okręgu Śląskiego Związku Polskich Artystów Fotografików (legitymacja nr 687). 
Sławomir Jodłowski jest autorem oraz współautorem wielu wystaw fotograficznych; indywidualnych i zbiorowych – w Polsce i za granicą. Jego fotografie były wielokrotnie publikowane m.in. w specjalistycznej prasie fotograficznej (Foto, Foto Pozytyw). Za twórczość fotograficzną i pracę na rzecz fotografii oraz kultury – został uhonorowany nagrodą Związku Polskich Artystów Fotografików (2013), Nagrodą Prezydenta Miasta Częstochowy oraz stypendium Marszałka Województwa Śląskiego. W 2020 odznaczony Srebrnym Medalem „Za Fotograficzną Twórczość” – odznaczeniem ustanowionym przez Zarząd i przyznawanym przez Kapitułę Fotoklubu Rzeczypospolitej Polskiej Stowarzyszenia Twórców, w odniesieniu do obchodów 25-lecia powstania Fotoklubu RP.

## Odznaczenia
- Odznaka „Zasłużony Działacz Kultury”[1];
- Srebrny Medal „Za Fotograficzną Twórczość” (2020)[16];

## Publikacje (albumy)
- Jurajskie Fotoklimaty[1][4];

## Wystawy indywidualne (wybór)
- Impresje fotograficzne – KMPIK (Częstochowa 1984);
- Spekulacje fotograficzne – KMPIK (Częstochowa 1987);
- Fotografie z podróży – Miejska Galeria Sztuki w Częstochowie (1995);
- Taki pejzaż – Muzeum Fotografii w Siauliai (Litwa 1997);
- Wizja 2000 – Młodzieżowe Centrum Kultury w Skopje (Macedonia);
- Wizja 2000 – Instytut Polski w Sofii (Bułgaria);
- Sławomir Jodłowski – wystawa autorska – Galeria BTF (Bełchatów 2018);
- Jura – obszary transgeniczne – Galeria Fotopobudka (Częstochowa 2020)[17];

Źródło.

## Wystawy zbiorowe (wybór)
- Prezentacje 92 – Galeria ZPAF (Katowice 1992);
- ART 95 – Galery Display Stand (Nowy Jork 1995);
- Wystawa Absolwentów WSF - Stara Galeria ZPAF w Warszawie;
- Świadomość kadru – Galeria Sztuki Współczesnej BWA w Częstochowie;
- Cyberfoto 97 – Miejska Galeria Sztuki w Częstochowie (1997);
- Fotografia i plastyka wobec multimediów – Muzeum Częstochowskie (1997);
- Polska fotografia – (Smoleńsk 1997);
- La presenza assente – Obecna nieobecność (Mediolan 1998);
- Częstochowa i Region – Galeria Artfoto (Częstochowa 2002);
- Wystawa członków Fotoklubu RP Oddziału Jurajskiego – Galeria Artfoto (Częstochowa 2002);
- Fotoprezentacje częstochowskie (Warna 2005);
- Fotoprezentacje częstochowskie (Skopje 2006);

Źródło.